# Володова, Мария Захаровна
Мария Захаровна Володова (15 декабря 1928 года, село Калошичье, Севский уезд, Брянская губерния — 19 июля 2010 года, село Червоное Озеро, Куйбышевский район, Запорожская область) — звеньевая колхоза «Украина» Куйбышевского района Запорожской области, Украинская ССР. Герой Социалистического Труда (1966). Депутат Верховного Совета СССР 6 — 7 созывов.

## Биография
Родилась в 1928 году в крестьянской семье в селе Калошичье. Получила начальное образование. С 1945 года — рядовая колхозница полеводческой бригады в колхозе «Украина» Куйбышевского района. С 1959 года — звеньевая комсомольско-молодёжного звена по выращиванию кукурузы в этом же колхозе. В 1959 году вступила в КПСС.
Звено Марии Володовой неоднократно занимало передовые места в социалистическом соревновании. По итогам семилетки (1959—1965) звено заняло первое место среди кукурузоводов Запорожской области. Указом Президиума Верховного Совета СССР от 23 июня 1966 года «за успехи, достигнутые в увеличении производства и заготовок пшеницы, гречихи, риса, других зерновых и кормовых культур и высокопроизводительном использовании техники» удостоена звания Героя Социалистического Труда с вручением ордена Ленина и золотой медали «Серп и Молот».
Участвовала во Всесоюзной выставке ВДНХ. Избиралась депутатом Верховного Совета СССР VI и VII созывов (1962—1970), делегатом XXII съезда КПСС. 
После выхода на пенсию проживала в селе Червоное Озеро Куйбышевского района, где скончалась в 2010 году.
Награды
- Герой Социалистического Труда
- Орден Ленина
- Орден «Знак Почёта» (26.02.1958)
- Серебряная медаль ВДНХ